# Billboard Music Awards
Billboard Music Award — музыкальная премия, вручаемая американским музыкальным печатным изданием Billboard за выдающиеся достижения артистов в музыкальных чартах и при коммерческом продвижении их творчества. Церемония вручения премии впервые была проведена в 1990 году и проводилась ежегодно в декабре, пока не была забыта в 2006 году. Премия вернулась в 2011 году и с тех пор проводится ежегодно в мае.
31-я церемония вручения премии была проведена 12 декабря 2024 года и транслировалась на стриминговом канале Paramount+ и на телеканалах Fox и Amazon Fire TV. Прямая трансляция выступлений велась на официальном сайте Billboard и в социальных сетях.

## Проведение премии
В отличие от «Грэмми» и других подобных премий, определяющих лауреатов и номинантов по результатам голосования членов Национальной академии искусства и науки звукозаписи, Billboard Music Award определяет номинантов премии на основе продаж и прослушиваний их альбомов и синглов, а также гастрольной и социальной активности. Данные критерии ежегодно отслеживаются журналом Billboard и его партнёрами, такими, как Nielsen Music и Next Big Sound. Награды 2017 года были основаны на отчётах периода с 18 марта 2016 года по 16 марта 2017 года. Награды присуждаются за лучший альбом, лучшему артисту и за лучшую песню в различных жанрах.

## Церемонии
| №                        | Год  | ТВ                              | Лучший артист      | Большинство побед                         | Лучший альбом                                          | Лучшая песня                                                   | Ведущие                                    | Место проведения                        | Прим.         |
| ------------------------ | ---- | ------------------------------- | ------------------ | ----------------------------------------- | ------------------------------------------------------ | -------------------------------------------------------------- | ------------------------------------------ | --------------------------------------- | ------------- |
| 1                        | 1990 | FOX                             | Не вручалась       | Джанет Джексон (8 побед)                  | Не вручалась                                           | «Hold On» Wilson Phillips                                      | Пол Шаффер, Моррис Дэй и Джером Бентон     | Barker Hargar, Санта-Моника, Калифорния | [ 5 ]         |
| 2                        | 1991 | FOX                             | Не вручалась       | Гарт Брукс и C+C Music Factory (5 побед)  | Mariah Carey Мэрайя Кэри                               | «(Everything I Do) I Do It for You» Брайан Адамс               | Пол Шаффер                                 | Barker Hargar, Санта-Моника, Калифорния | [ 6 ]         |
| 3                        | 1992 | FOX                             | Не вручалась       | Майкл Джексон (3 победы)                  | Не вручалась                                           | «End of the Road» Boyz II Men                                  | Фил Коллинз                                | Амфитеатр Universal, Лос-Анджелес       | [ 7 ]         |
| 4                        | 1993 | FOX                             | Уитни Хьюстон      | Уитни Хьюстон (11 побед)                  | The Bodyguard: Original Soundtrack Album Уитни Хьюстон | «I Will Always Love You» Уитни Хьюстон                         | Фил Коллинз                                | Амфитеатр Universal, Лос-Анджелес       | [ 8 ]         |
| 5                        | 1994 | FOX                             | Не вручалась       | Ace of Base (2 победы)                    | Не вручалась                                           | «The Sign» Ace of Base                                         | Деннис Миллер и Хизер Локлир               | Амфитеатр Universal, Лос-Анджелес       | [ 9 ]         |
| 6                        | 1995 | FOX                             | TLC                | TLC (3 победы)                            | Cracked Rear View Hootie & the Blowfish                | «Gangsta’s Paradise» Кулио                                     | Джон Стюарт                                | Колизей, Нью-Йорк                       | [ 10 ]        |
| 7                        | 1996 | FOX                             | Аланис Мориссетт   | Мэрайя Кэри (2 победы)                    | Не вручалась                                           | «Macarena» Los del Rio                                         | Крис Рок                                   | Hard Rock Hotel and Casino, Лас-Вегас   | [ 11 ]        |
| 8                        | 1997 | FOX                             | Лиэнн Раймс        | Элтон Джон (4 победы)                     | Spice Spice Girls                                      | «Candle in the Wind 1997» Элтон Джон                           | Дэвид Спейд                                | MGM Grand Garden Arena, Лас-Вегас       | [ 12 ]        |
| 9                        | 1998 | FOX                             | Ашер               | Next (8 побед)                            | Titanic: Music from the Motion Picture Селин Дион      | «Too Close» Next                                               | Кэти Гриффин и Энди Дик                    | MGM Grand Garden Arena, Лас-Вегас       | [ 13 ]        |
| 10                       | 1999 | FOX                             | Backstreet Boys    | Backstreet Boys и Бритни Спирс (4 победы) | Millennium Backstreet Boys                             | «Believe» Шер                                                  | Кэти Гриффин и Адам Кэролла                | MGM Grand Garden Arena, Лас-Вегас       | [ 14 ]        |
| 11                       | 2000 | FOX                             | Destiny's Child    | Сиско (6 побед)                           | No Strings Attached NSYNC                              | «Breathe» Фэйт Хилл                                            | Кэти Гриффин и NSYNC                       | MGM Grand Garden Arena, Лас-Вегас       | [ 15 ]        |
| 12                       | 2001 | FOX                             | Destiny's Child    | Ар Келли и Тим Макгро (5 побед)           | 1 The Beatles                                          | «Hanging by a Moment» Lifehouse                                | Берни Мак                                  | MGM Grand Garden Arena, Лас-Вегас       | [ 16 ]        |
| 13                       | 2002 | FOX                             | Nelly              | Ашанти (8 побед)                          | The Eminem Show Эминем                                 | «How You Remind Me» Nickelback                                 | Седрик «Развлекатель»                      | MGM Grand Garden Arena, Лас-Вегас       | [ 17 ]        |
| 14                       | 2003 | FOX                             | 50 Cent            | Ар Келли (4 победы)                       | Не вручалась                                           | Не вручалась                                                   | Райан Сикрест, Ник Лаше и Джессика Симпсон | MGM Grand Garden Arena, Лас-Вегас       | [ 18 ]        |
| 15                       | 2004 | FOX                             | Ашер               | Ашер (11 побед)                           | Confessions Ашер                                       | «Yeah!» Ашер (при уч. Лил Джона и Ludacris)                    | Райан Сикрест                              | MGM Grand Garden Arena, Лас-Вегас       | [ 19 ]        |
| 16                       | 2005 | FOX                             | 50 Cent            | 50 Cent и Green Day (6 побед)             | The Massacre 50 Cent                                   | «We Belong Together» Мэрайя Кэри                               | LL Cool J                                  | MGM Grand Garden Arena, Лас-Вегас       | [ 20 ]        |
| 17                       | 2006 | FOX                             | Крис Браун         | Мэри Джей Блайдж (9 побед)                | Some Hearts Кэрри Андервуд                             | Не вручалась                                                   | Без ведущего                               | MGM Grand Garden Arena, Лас-Вегас       | [ 21 ]        |
| В 2007—2010 не вручалась |      |                                 |                    |                                           |                                                        |                                                                |                                            |                                         |               |
| 18                       | 2011 | ABC                             | Эминем             | Эминем (6 побед)                          | Recovery Эминем                                        | «Dynamite» Тайо Крус                                           | Кен Джонг                                  | MGM Grand Garden Arena, Лас-Вегас       | [ 22 ]        |
| 19                       | 2012 | ABC                             | Адель              | Адель (12 побед)                          | 21 Адель                                               | «Party Rock Anthem» LMFAO (при уч. Лорен Беннетт и GoonRock)   | Джули Боуэн и Тай Баррелл                  | MGM Grand Garden Arena, Лас-Вегас       | [ 23 ]        |
| 20                       | 2013 | ABC                             | Тейлор Свифт       | Тейлор Свифт (8 побед)                    | Red Тейлор Свифт                                       | «Somebody That I Used to Know» Готье (при уч. Кимбры)          | Трейси Морган                              | MGM Grand Garden Arena, Лас-Вегас       | [ 24 ]        |
| 21                       | 2014 | ABC                             | Джастин Тимберлейк | Джастин Тимберлейк (7 побед)              | The 20/20 Experience Джастин Тимберлейк                | «Blurred Lines» Робин Тик (при уч. T.I. и Фаррелла)            | Ludacris                                   | MGM Grand Garden Arena, Лас-Вегас       | [ 25 ]        |
| 22                       | 2015 | ABC                             | Тейлор Свифт       | Тейлор Свифт (8 побед)                    | 1989 Тейлор Свифт                                      | «All About That Bass» Меган Трейнор                            | Ludacris и Крисси Тейген                   | MGM Grand Garden Arena, Лас-Вегас       | [ 26 ]        |
| 23                       | 2016 | ABC                             | Адель              | The Weeknd (8 побед)                      | 25 Адель                                               | «See You Again» Уиз Халифа (при уч. Чарли Пута)                | Ludacris и Сиара                           | Ти-Мобайл Арена, Лас-Вегас              | [ 27 ]        |
| 24                       | 2017 | ABC                             | Дрейк              | Дрейк (13 побед)                          | Views Дрейк                                            | «Closer» The Chainsmokers (при уч. Холзи)                      | Ludacris и Ванесса Хадженс                 | Ти-Мобайл Арена, Лас-Вегас              | [ 28 ]        |
| 25                       | 2018 | NBC                             | Эд Ширан           | Эд Ширан и Кендрик Ламар (6 побед)        | DAMN. Кендрик Ламар                                    | «Despacito» Луис Фонси и Дэдди Янки (при уч. Джастина Бибера)  | Келли Кларксон                             | MGM Grand Garden Arena, Лас-Вегас       | [ 29 ]        |
| 26                       | 2019 | NBC                             | Дрейк              | Дрейк (12 побед)                          | Scorpion Дрейк                                         | «Girls Like You» Maroon 5 (при уч. Карди Би)                   | Келли Кларксон                             | MGM Grand Garden Arena, Лас-Вегас       | [ 30 ]        |
| 27                       | 2020 | NBC                             | Post Malone        | Post Malone (9 побед)                     | Билли Айлиш — When We All Fall Asleep, Where Do We Go? | Lil Nas X (feaпри участии Билли Рэй Сайруса) — «Old Town Road» | Келли Кларксон                             | Долби, Лос-Анджелес                     | [ 31 ] [ 32 ] |
| 28                       | 2021 | NBC                             | The Weeknd         | The Weeknd (10 побед)                     | Pop Smoke — Shoot for the Stars, Aim for the Moon      | The Weeknd — «Blinding Lights»                                 | Ник Джонас                                 | Microsoft Theater, Лос-Анджелес         | [ 33 ]        |
| 29                       | 2022 | NBC                             | Дрейк              | Оливия Родриго (7 побед)                  | Оливия Родриго — Sour                                  | The Kid Laroi и Джастин Бибер — «Stay»                         | Шон Комбc                                  | MGM Grand Garden Arena, Лас-Вегас       | [ 34 ]        |
| 30                       | 2023 | billboard.com                   | Тейлор Свифт       | Морган Уоллен (11 побед)                  | Морган Уоллен — One Thing at a Time                    | Морган Уоллен — «Last Night»                                   |                                            | Marriott Bonvoy                         |               |
| 31                       | 2024 | Paramount+, Fox, Amazon Fire TV | Тейлор Свифт       | Тейлор Свифт (10 побед)                   | Тейлор Свифт — The Tortured Poets Department           | Тедди Свимс — «Lose Control»                                   | Michelle Buteau                            | Marriott Bonvoy                         | [ 35 ]        |

## Номинации
С 1989 года по 2006 премия ежегодно имела одни и те же категории и номинации. В 2011-м все награды были переименованы в «Лучший [название награды]»; часть «года» больше не существует в премии. Другие награды, включая «кроссоверные» (артист классического кроссовера № 1 и альбом классического кроссовера № 1) были упразднены. По состоянию на 2017 год существует две номинации, выбираемые фанатами.

### Действующие номинации
Главными номинациями являются лучший артист, лучший альбом Billboard 200, лучшая песня Hot 100 и лучший новый артист. Эти номинации отмечены в каждой награде; другие номинации разделены по жанрам.
- Лучший артист[англ.]
- Лучший новый артист[англ.]
- Лучший певец[англ.]
- Лучшая певица[англ.]
- Лучший дуэт/группа[англ.]
- Лучший гастролирующий артист[англ.]
- Лучший артист Billboard 200[англ.]
- Лучший альбом Billboard 200[англ.]
- Лучший артист Hot 100[англ.]
- Лучшая песня Hot 100[англ.]
- Лучший артист Radio Songs[англ.]
- Лучшая песня Radio Songs[англ.]
- Лучшая песня Digital Songs[англ.]
- Лучший артист Digital Songs
- Лучшая совместная работа
- Лучший артист Streaming Songs[англ.]
- Лучшая песня Streaming Songs (аудио)[англ.]
- Лучшая песня Streaming Songs (видео)[англ.]
- Лучший христианский артист[англ.]
- Лучшая христианская песня[англ.]
- Лучший христианский альбом[англ.]
- Лучший госпел-артист[англ.]
- Лучшая госпел-песня[англ.]
- Лучший госпел-альбом[англ.]
- Лучший кантри-артист[англ.]
- Лучшая кантри-песня[англ.]
- Лучший кантри-альбом[англ.]
- Лучшая совместная кантри-работа
- Лучший кантри-тур
- Лучший танцевальный/электронный артист[англ.]
- Лучшая танцевальная/электронная песня[англ.]
- Лучший танцевальный/электронный альбом[англ.]
- Лучший латиноамериканский артист[англ.]
- Лучшая латиноамериканская песня[англ.]
- Лучший латиноамериканский альбом[англ.]
- Лучший R&B-артист[англ.]
- Лучшая R&B-песня[англ.]
- Лучший R&B-альбом[англ.]
- Лучшая совместная R&B-работа
- Лучший R&B-тур
- Лучший рэп-артист[англ.]
- Лучшая рэп-песня[англ.]
- Лучший рэп-альбом[англ.]
- Лучшая совместная рэп-работа
- Лучший рэп-тур
- Лучший рок-артист[англ.]
- Лучшая рок-песня[англ.]
- Лучший рок-альбом[англ.]
- Лучший рок-тур
- Лучший саундтрек
- Лучший артист социальных сетей[англ.] (фанатская)
- Успех в чарте[англ.] (фанатская)

### Упразднённые номинации (1990—2016)
- Лучшая альтернативная песня
- Лучший альтернативный альбом
- Лучший альтернативный артист
- Лучший артист классического кроссовера
- Лучший альбом классического кроссовера
- Лучший артист цифровых медиа
- Лучший артист по цифровой музыке
- Лучшая цифровая песня
- Лучший EDM-артист
- Лучшая EDM-песня
- Лучший EDM-альбом
- Лучшие артисты независимого альбома
- Лучший независимый альбом
- Лучший альбом современного рока
- Лучшая песня современного рока
- Лучший новый певец
- Лучшая новая певица
- Лучшая новая группа
- Лучшая поп-песня
- Лучший поп-артист
- Лучший поп-альбом
- Лучшая песня Rhythmic Top 40
- Лучший сингл по продажам
- Лучший сингл-саундтрек года
- Лучшая новая песня
- Лучший поп-панк артист
- Milestone Award

### Специальные награды

#### Artist Achievement Award
- 1993: Род Стюарт[36]
- 1995: Джанет Джексон
- 1996: Мадонна
- 1997: Гарт Брукс
- 1999: Aerosmith
- 2001: Джанет Джексон
- 2002: Шер
- 2004: Destiny’s Child
- 2005: Канье Уэст[37]

#### Millenium Award
- 2011: Бейонсе
- 2012: Уитни Хьюстон[38] (награда вручена её дочери, Бобби Кристине Браун)
- 2016: Бритни Спирс[39]

#### Century Award
- 1992: Джордж Харрисон[40]
- 1993: Бадди Гай
- 1994: Билли Джоэл
- 1995: Джони Митчелл
- 1996: Карлос Сантана
- 1997: Чет Аткинс
- 1998: Джеймс Тейлор
- 1999: Эммилу Харрис
- 2000: Рэнди Ньюман
- 2001: Джон Мелленкамп
- 2002: Энни Леннокс
- 2003: Стинг
- 2004: Стиви Уандер
- 2005: Том Петти
- 2006: Тони Беннетт

#### Icon Award
- 2011: Нил Даймонд[41]
- 2012: Стиви Уандер[42]
- 2013: Принс[43]
- 2014: Дженнифер Лопес[44]
- 2016: Селин Дион[45]
- 2017: Шер[46]
- 2018: Джанет Джексон[47]
- 2019: Мэрайя Кэри[48]

#### Spotlight Award
В 1988-м первая премия Spotlight Award была вручена Майклу Джексону как первому в истории артисту, имеющему пять хитов № 1 с одного альбома в Billboard Hot 100. В 2012 году вторая премия была вручена Кэти Перри как второму в истории артисту (и первой певице), имеющему пять хитов № 1 с одного альбома в Billboard Hot 100.

#### Другие специальные награды
- 1992: Специальная награда в честь 10-летия альбома Thriller: Майкл Джексон[49]
- 1996: Специальная награда за рекорд по количеству недель на первой строчке в Billboard Hot 100 (16 недель — «One Sweet Day»): Мэрайя Кэри и Boyz II Men[50]
- 1997: Специальная награда в честь становления «Candle in the Wind 1997» самым продаваемым синглом в истории: Элтон Джон и Берни Топин[51]
- 1998: Специальная награда за самое большое количество хитов № 1 у певицы (13): Мэрайя Кэри[52]
- 2000:
  - Специальная награда за самое большое количество продаж альбома за неделю: No Strings Attached, NSYNC[53]
  - Специальная награда за самое большое количество продаж альбома певицы за неделю: Oops!… I Did It Again, Бритни Спирс[53]
- 2001: Специальная награда за самое большое количество продаж альбома за неделю: Celebrity, NSYNC[54]
- 2002: Специальная награда за альбом Thriller, проведший самое большое количество недель на первой строчке Billboard 200 (37): Майкл Джексон[55]

## Победы
Рекорд по количеству выигранных номинаций Billboard Music Awards с 2024 года принадлежит певице Тейлор Свифт (49), а среди мужчин Дрейку (41)
| Артист           | Количество побед |
| ---------------- | ---------------- |
| Тейлор Свифт     | 49               |
| Дрейк            | 41               |
| Джастин Бибер    | 26               |
| Мэрайя Кэри      | 20               |
| Гарт Брукс       | 19               |
| Адель            | 18               |
| Ашер             | 18               |
| Канье Уэст       | 18               |
| Эминем           | 17               |
| Уитни Хьюстон    | 16               |
| Бейонсе          | 14               |
| 50 Cent          | 13               |
| BTS              | 12               |
| Рианна           | 12               |
| Кэрри Андервуд   | 12               |
| Ар Келли         | 12               |
| Джордж Майкл     | 12               |
| T.I.             | 12               |
| Джанет Джексон   | 11               |
| Мэри Джей Блайдж | 11               |
| Destiny's Child  | 11               |
| Imagine Dragons  | 10               |
| Lady Gaga        | 10               |
| Post Malone      | 10               |

## Показ
С момента своего создания церемония вручения BMA’s транслировалась по Fox Broadcasting Network, но из-за истечения срока соглашения с сетью и других непредвиденных обстоятельств в 2007 году премия была отменена. Планы на создание новой версии премии в следующем году (совместно с AEG Live) провалились, и о премии ничего не было слышно вплоть до 2011 года.
17 февраля 2011 года журнал Billboard анонсировал возвращение премии на телевидение и перемещении трансляции с Fox на ABC; датой проведения было названо 22 мая. Новая статуэтка была создана нью-йоркской фирмой Society Awards. В 2014 году совладелец премии — компания Dick Clark Productions — начала заниматься её продюсированием. 28 ноября 2017 года было объявлено, что телетрансляция премии «переедет» на NBC в рамках многолетнего контракта.

## Рейтинги
| Год  | День        | Дата   | Телесеть | Рейтинг (в миллионах) | Прим.  |
| ---- | ----------- | ------ | -------- | --------------------- | ------ |
| 2011 | Воскресенье | 22 мая | ABC      | 7.88                  | [ 63 ] |
| 2012 | Воскресенье | 20 мая | ABC      | 7.40                  | [ 64 ] |
| 2013 | Воскресенье | 19 мая | ABC      | 9.48                  | [ 65 ] |
| 2014 | Воскресенье | 18 мая | ABC      | 10.50                 | [ 66 ] |
| 2015 | Воскресенье | 17 мая | ABC      | 11.18                 | [ 67 ] |
| 2016 | Воскресенье | 22 мая | ABC      | 9.76                  | [ 68 ] |
| 2017 | Воскресенье | 21 мая | ABC      | 8.70                  | [ 69 ] |
| 2018 | Воскресенье | 20 мая | NBC      | 7.87                  | [ 70 ] |
| 2019 | Среда       | 1 мая  | NBC      | 8.01                  | [ 71 ] |